# Alpina stenonaenia
Alpina stenonaenia är en fjärilsart som beskrevs av Leo Schwingenschuss 1909. Alpina stenonaenia ingår i släktet Alpina och familjen mätare. Inga underarter finns listade i Catalogue of Life.